# ساترداي نايت لايف بالعربي
ساترداي نايت لايڤ بالعربي (بالإنجليزية: Saturday Night Live بالعربي) أو SNL بالعربي اختصارا، هو برنامج تلفزيوني كوميدي عربي ساخر يبث باللهجة المصرية على الهواء مباشرة في وقت متأخر من الليل على شبكة قنوات أون المصرية وهو النسخة العربية من البرنامج الأمريكي الشهير (ساترداي نايت لايف)، الذي تتبلور فكرته في قيام صناع العمل باستضافة المشاهير الذين يجيدون فن المحاكاة والتقليد، ويبرعون بالمشاهد الكوميدية والمقتطفات الساخرة، من خلال الفقرات التي يعدها فريق البرنامج.

## طاقم العمل
يتكون طاقم العمل من:
- خالد منصور
- شادي ألفونس
- نور قدري
- توني ماهر
- محمود الليثي
- إسلام إبراهيم
- ميرنا جميل
- أحمد سلطان
- علوي الحسيني
- نانسي صلاح
- يارا فهمي
- حازم إيهاب
- عمرو وهبة (بداية من الموسم الرابع)[3]

## المواسم

### الموسم الأول (2016)
| الحلقة    | تاريخ العرض الاصلي | الضيف          | غناء                      |
| --------- | ------------------ | -------------- | ------------------------- |
| الحلقة 1  | 16 فبراير 2016     | دنيا سمير غانم | دنيا سمير غانم - بوي باند |
| الحلقة 2  |                    | منى زكي        | بوسي                      |
| الحلقة 3  |                    | هند صبري       | أحمد سعد                  |
| الحلقة 4  |                    | أحمد فهمي      | دينا الوديدي              |
| الحلقة 5  |                    | روبي           | محمود العسيلي             |
| الحلقة 6  |                    | حسن الرداد     | مي سليم                   |
| الحلقة 7  |                    | درة            | مصطفى حجاج                |
| الحلقة 8  |                    | عمرو يوسف      | أحمد عدوية                |
| الحلقة 9  |                    | إيمي سمير غانم | يوري مرقدي                |
| الحلقة 10 |                    | كندة علوش      | محمد رشاد                 |
| الحلقة 11 |                    | محمد بركات     | كارمن سليمان              |
| الحلقة 12 |                    | أيتن عامر      | أحمد جمال                 |
| الحلقة 13 |                    | عمرو سعد       | فريق سلالم                |
| الحلقة 14 |                    | حلقة مجمعة     | حلقة مجمعة                |

### الموسم الثاني(2016)
| الحلقات   | تاريخ العرض الاصلي | الضيوف        | غناء               |
| --------- | ------------------ | ------------- | ------------------ |
| الحلقه 1  | 17-9-2016          | آسر ياسين     | نسمة محجوب         |
| الحلقة 2  | 24-9-2016          | دينا الشربيني | ناصر أبو لافي      |
| الحلقة 3  | 1-10-2016          | نيللي كريم    | مسار اجباري        |
| الحلقة 4  | 8-10-2016          | هيا الشعيبي   | بلاك تيما          |
| الحلقة 5  | 15-10-2016         | ظافر العابدين | وسط البلد          |
| الحلقة 6  | 22-10-2016         | رانيا يوسف    | عبد الفتاح الجريني |
| الحلقة 7  | 29-10-2016         | مايا دياب     |                    |
| الحلقة 8  | 05-11-2016         | هنا شيحة      | فرقة بساطة         |
| الحلقة 9  | 12-11-2016         | حمادة هلال    |                    |
| الحلقة 10 | 19-11-2016         | ياسمين رئيس   | باند شارموفرز      |
| الحلقة 11 | 26-11-2016         | فريق واما     |                    |
| الحلقة 12 | 03-12-2016         | نيكول سابا    |                    |
| الحلقة 13 | 11-12-2016         | هاني رمزي     | طاخ باند           |

### الموسم الثالث (2017)
| الحلقات   | تاريخ العرض الاصلي | الضيوف                   | غناء                    |
| --------- | ------------------ | ------------------------ | ----------------------- |
| الحلقة 1  | 18-2-2017          | يسرا                     | رامي عياش               |
| الحلقة 2  | 25-2-2017          | فيفي عبده                | أمينة                   |
| الحلقة 3  | 4-3-2017           | زينة                     | محمود الليثي            |
| الحلقة 4  | 11-3-2017          | سمير غانم ومروان يونس    | فرقة جدل                |
| الحلقة 5  | 18-3-2017          | أحمد الفيشاوي وعمرو وهبة | قصي وسبينكس             |
| الحلقة 6  | 25-03-2017         | أكرم حسني                | حسام حبيب               |
| الحلقة 7  | 1-04-2017          | ناهد السباعي وعمرو وهبة  | محمد الريفي             |
| الحلقة 8  | 8-04-2017          | أمينة خليل               | حسام حسني               |
| الحلقة 9  | 15-04-2017         | هشام عباس، حميد الشاعري  | هشام عباس، حميد الشاعري |
| الحلقة 10 | 22-04-2017         | صبا مبارك، عمرو وهبة     | مدحت صالح               |
| الحلقة 11 | 29-04-2017         | حسن البلام               | عبد الباسط حمودة        |
| الحلقة 12 | 06-05-2017         | إياد نصار                | فريق طرباند             |
| الحلقة 13 | 13-06-2017         | ميريام فارس              |                         |
| الحلقة 14 | 20-06-2017         | حلقة مجمعة               | حلقة مجمعة              |

### الموسم الرابع(2017-2018)
| الحلقات   | تاريخ العرض الاصلي | الضيوف                 | غناء              |
| --------- | ------------------ | ---------------------- | ----------------- |
| الحلقة 1  | 07-10-2017         | هيفاء وهبي             | هيفاء وهبي        |
| الحلقة 2  | 14-10-2017         | أحمد داود              | طارق الشيخ        |
| الحلقة 3  | 21-10-2017         | شيرين رضا، فريدة عثمان | أحمد شيبة         |
| الحلقة 4  | 28-10-2017         | بيومي فؤاد             | أبو               |
| الحلقة 5  | 04-11-2017         | سمية الخشاب            | رامي صبري         |
| الحلقة 6  | 11-11-2017         | خالد النبوي            | دياب              |
| الحلقة 7  | 18-11-2017         | منة شلبي               | عماد كمال         |
| الحلقة 8  | 25-11-2017         | غادة عبد الرازق        | طاهره حميمش       |
| الحلقة 9  | 02-12-2017         | ماجد المصري            | جنات              |
| الحلقة 10 | 9-12-2017          | أحمد حسام ميدو         | حمدي باتشان       |
| الحلقة 11 | 16-12-2017         | أحمد السقا             | فرقة إم تي إم MTM |
| الحلقة 12 | 23-12-2017         | شمس الكويتية           | شمس الكويتية      |
| الحلقة 13 | 30-12-2017         | أروى جودة              | فابريكا           |
| الحلقة 14 | 6-1-2018           | محمد رمضان             | محمد رمضان        |

## روابط خارجية
- ساترداي نايت لايف بالعربي على موقع IMDb (الإنجليزية)
- ساترداي نايت لايف بالعربي على موقع قاعدة بيانات الأفلام العربية
- ساترداي نايت لايف بالعربي على موقع قاعدة بيانات الفيلم (الإنجليزية)